# Shing, le fantastique Mandchou
Pour plus de détails, voir Fiche technique et Distribution.
Shing, le fantastique Mandchou (chinois simplifié : 少林门 ; chinois traditionnel : 少林門 ; pinyin : shǎolínmén) est un film d'action hongkongais réalisé par John Woo et sorti en 1976.

## Synopsis
Un disciple de Shaolin doit traquer un traître responsable du meurtre de son maître. Après une première défaite, il s'allie à trois personnages pour combattre ses rivaux.

## Fiche technique
Sauf indication contraire, les informations mentionnées dans cette section peuvent être confirmées par la base de données cinématographiques IMDb,  présente dans la section « Liens externes ».
- Titre français : Shing, le fantastique Mandchou
- Titre original : chinois simplifié : 少林门 ; chinois traditionnel : 少林門 ; pinyin : shǎolínmén[1]
- Titres anglophones : Hand of Death, Strike of Death et Countdown in Kung Fu[2]
- Réalisation et scénario : John Woo
- Musique : Joseph Koo
- Société de production : Golden Harvest
- Pays d'origine :  Hong Kong
- Format : Couleurs - 2,35:1 - Mono - 35 mm
- Genre : action
- Langue originale : mandarin
- Durée : 95 minutes
- Dates de sortie :
  - Hong Kong : 15 juillet 1976
  - France : 9 juin 1982 ; 21 juillet 1999 (ressortie)

## Distribution
- Tan Tao-liang : Yun Fei
- James Tien : Shih Shao-feng
- Wai Yeung : le vagabond
- Chen Yuen-lung (Jackie Chan) : Tan Feng
- Hung Chin-pao (Sammo Hung) : officier Tu Ching
- John Woo : Cheng
- Chu Ching : Lune d'Automne
- Carter Wong : Kien
- Yuen Biao : archer
- Yuen Wah : garde du corps